# Maimuna
Maimuna là một chi nhện trong họ Agelenidae.